# Mohamed Bouguerra
Mohamed Bouguerra (ur. 10 czerwca 1986) – tunezyjski judoka. Startował w Pucharze Świata w 2005 i 2008. Brązowy medalista igrzysk afrykańskich w 2007, a także mistrzostw Afryki w 2006. Wicemistrz świata juniorów w 2004 roku.